# Полк «Косово»
Полк «Косово» (алб. Regimenti Kosova, нем. Kosovo-Regiment, серб. Косовски пук) — албанское пехотное подразделение, участвовавшее во Второй мировой войне на стороне стран Оси и составленное из косовских албанцев — националистов. Был образован в 1943 году после капитуляции Италии.

## Образование
После капитуляции Италии во Второй мировой войне в 1943 году видный деятель организации «Балли Комбетар» Джафер Дева создал марионеточное прогерманское правительство Албании и образовал Вторую Призренскую лигу, куда входили албанские националисты. Полк «Косово» стал военным крылом этой политической организации и был учреждён по приказу Центрального комитета Второй Призренской лиги в ноябре 1943 года на территории Косова и Метохии.
Командование полка было поручено немецкой военной администрацией сотруднику оккупационной полиции Баязиту Болетини. Командирами батальонов полка были капитан Расим Дайчи (из Косовска-Митровицы), Юсуф Болетини и Ризо Агай. По разным данным, численность личного состава полка колебалась от 1000 до 1500 человек.

## Военные преступления
Полк воевал против югославских партизан в Косово и Метохии, хотя больше стал известен по причине многочисленных преступлений личного состава против гражданских лиц Косова и Метохии — в основном против сербов и черногорцев, поддерживавших югославских партизан Иосипа Броза Тито и четников Драголюба Михайловича, хотя от рук солдат полка погибали и албанцы. Так, 3 декабря 1943 года солдаты полка устроили бойню в сербской деревне Ракош, убив 30 человек. На следующий день в Джаковице от их рук погибли 34 серба, в сербской деревне Сига — 36 человек. С 4 по 7 декабря 1943 года 400 человек под командованием Джафера Девы окружили Печ и перебили более 300 сербов и черногорцев, живших там.
Полк де-факто исчез в 1944 году после того, как личный состав был почти целиком переведён в 21-ю дивизию СС «Скандербег».